# Heinrich Leopold Wagner
Heinrich Leopold Wagner (Estrasburgo, 19 de febrero de 1747 - †4 de marzo de 1779 Fráncfort del Meno), escritor alemán del Sturm und Drang.
Tras haber estudiado derecho en Estrasburgo, fue preceptor en Sarrebruck. Residió después Deux-Ponts, Giessen y al fin en Fráncfort del Meno. En 1776 retomó sus estudios de derecho en Estrasburgo y los terminó doctorándose. Desde el 21 de septiembre de 1776 ejerció en esta población como abogado pero murió aún muy joven, el cuatro de marzo de 1779, a la edad de 32 años, sin duda de tuberculosis pulmonar.
Estuvo en contacto con numerosos escritores del Sturm und Drang, en particular Johann Wolfgang von Goethe (1749-1832), Friedrich Maximilian Klinger (1752-1831), Jakob Michael Reinhold Lenz (1751-1792), Christoph Kaufmann (1753-1795), Christian Friedrich Daniel Schubart (1739-1791) y Friedrich Müller, llamado también Müller el Pintor (1749-1825). Junto a Klinger y Lenz, fue llamado goethiano, porque los tres pertenecieron al círculo íntimo de amigos del famoso escritor. Wagner escribió un famoso drama, La infanticida (Die Kindermörderin), 1776, donde presenta, sin excusarlo, el asesinato a un recién nacido como consecuencia de las irreconciliables diferencias sociales. Por medio de intrigas contra la joven burguesa seducida se pretende salvar la carrera de oficial del seductor, que quiere cumplir su promesa de matrimonio por encima de las barreras sociales. Demasiado tarde se desenmascara la intriga, la infanticida, que había actuado en un arranque de enajenación, está amenazada por la pena de muerte; posteriormente, Wagner dio a la acción un desenlace feliz: el infanticidio es impedido, los amantes legalizan socialmente su relación mediante el matrimonio.

## Obras
- Prometheus, Deukalion und seine Rezensenten, 1775.
- Der wohltätige Unbekannte, 1775
- Die Reue nach der Tat, 1775
- Neuer Versuch über die Schauspielkunst, 1776, traducción del ensayo Du théatre ou nouvel essai sur l’art dramatique de Louis Sébastian Mercier
- Leben und Tod Sebastian Silligs, un fragmento narrativo de novela.
- Die Kindermörderin, 1776
- Briefe, die Seylersche Gesellschaft betreffend, 1777
- Evchen Humbrecht oder Ihr Mütter merkts Euch!, 1778.

- Datos: Q62880
- Multimedia: Heinrich Leopold Wagner / Q62880